# Австро-італо-французька війна
А́встро-іта́ло-францу́зька війна́  — війна 1859 року П'ємонту і Франції проти Австрії. Для Італії це була національно-визвольна війна, яка стала першим етапом в об'єднанні країни під орудою П'ємонту, що завершилося у 1870-му. З боку Франції війна пояснювалася прагненням Наполеона ІІІ зміцнити французький вплив у Північній Італії.
В італійській історіографії називається «Друга війна за незалежність» (італ. Seconda guerra di indipendenza italiana).

## Передвоєнна ситуація
Однією з головних перепон на шляху створення єдиної італійської держави була політика Австрії яка за рішенням Віденського конгресу володіла Ломбардією та територіями Венеційської республіки. В липні 1858 року між П'ємонтом та Францією була укладена секретна Пломб'єрська угода про спільну війну проти Австрії. В обмін на військову допомогу П'ємонту у вигнанні австрійців з Ломбардії та Венеції Наполеон ІІІ отримав згоду від голови п'ємонтського уряду Кавура на приєднання в майбутньому п'ємонтських Ніцци та Савої до Франції. Одночасно французький уряд розпочав переговори з Росією, які завершилися підписанням 3 березня 1859 року в Парижі угоди про нейтралітет Росії в майбутній війні.

## Хід війни
Австро-італо-французька війна розпочалася 29 квітня 1859 року. Чисельність збройних сил, залучених в конфлікті: Австрія — 170 тисяч, Франція 116 тисяч, П'ємонт — 56 тисяч. Війна викликала підйом національно-визвольного руху в Італії і призвела до народних повстань в травні-червні 1859 року в Пармі, Модені та папських володіннях. Перша битва відбулася 20 травня 1859 року при Монтебелло, де французи завдали поразки австрійцям. Також великих поразок австрійці зазнали 4 червня біля Мадженти (австрійське військо — 58 тисяч, французьке 54 тисячі), після чого австрійці покинули Ломбардію, та в битві під Сольферіно 24 червня (понад 120 тисяч австрійців проти 122-тисячного війська союзників). Однак після череди блискучих перемог Наполеон ІІІ раптово припинив військові дії, побоюючись загрози з боку Пруссії, яка в середині червня почала перекидати війська до Рейну, окрім того Наполеон ІІІ не хотів перетворення Італії на єдину сильну державу.

## Завершення та наслідки війни
11 липня Наполеон ІІІ уклав сепаратне Віллафранкське перемир'я з Австрією, за умовами якого, підтвердженими Цюрихськими договорами 1859 року та відмовилася лише від Ломбардії, а Венеція залишилася австрійським володінням. За Туринським договором 1860 року Франція отримала п'ємонтські Савою та Ніццу.
Австро-італо-французька війна показала усе дедалі більшу роль артилерії, а також необхідність створення великих військових резервів та спеціального апарату (штабів) для управління військами в бою.